# Bernhard Lauer

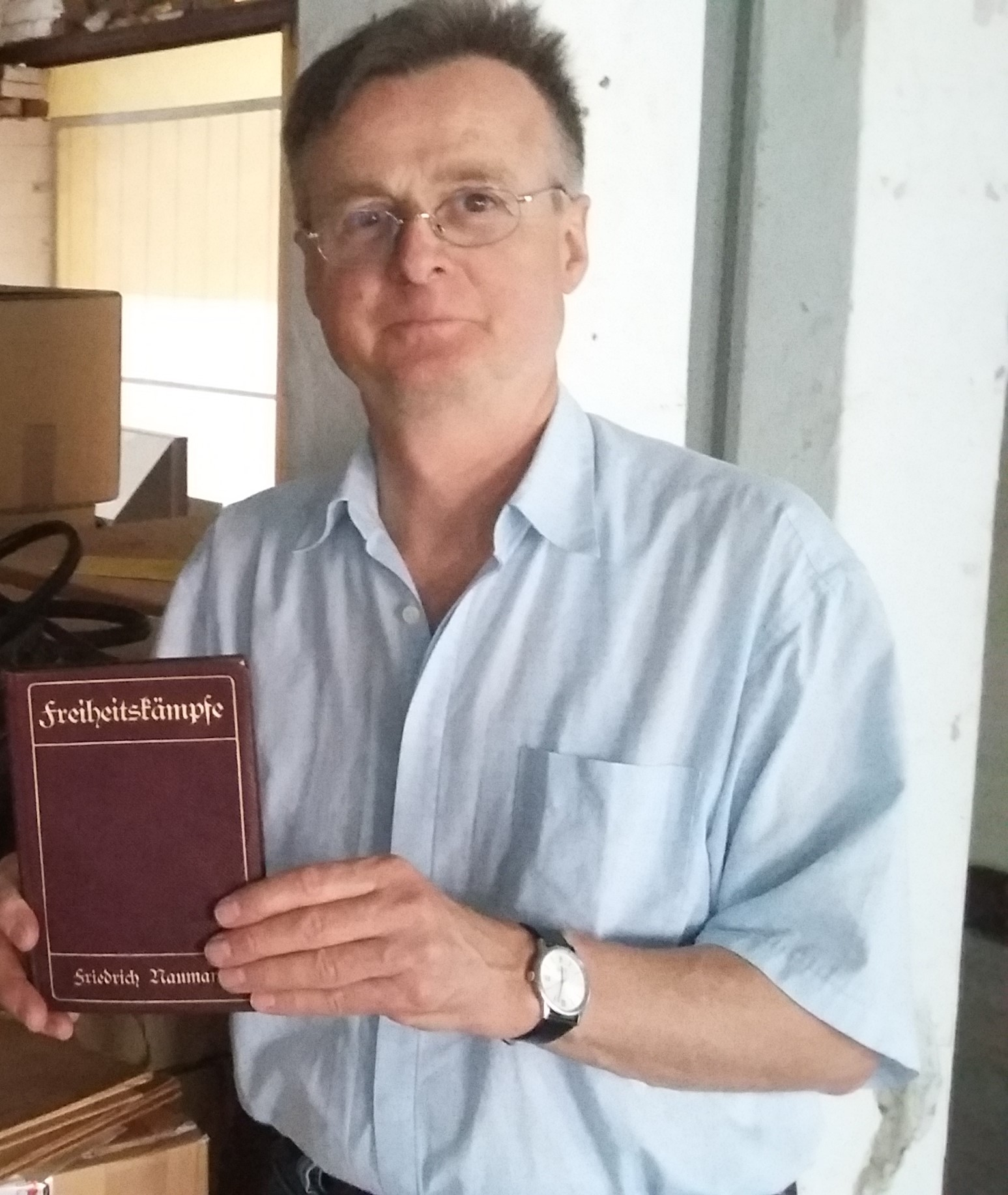
Bernhard Lauer

Bernhard Lauer (* 1954 in Britten) ist ein deutscher Philologe. Er war bis 2014 Leiter des Brüder Grimm-Museums Kassel und ist Geschäftsführer der Brüder Grimm-Gesellschaft in Kassel.

## Lebenslauf
Lauer besuchte die Volksschule in Britten und machte 1973 sein Abitur am Staatlichen Realgymnasium Merzig (Saar). Von 1973 bis 1983 studierte er in Marburg, Gießen, Moskau, Belgrad und Bukarest Slawische und Romanische Philologie und wurde in Marburg über den russischen symbolistischen Dichter Fedor Sologub promoviert. Anschließend wurde er durch Vermittlung des Marburger Slawistik-Professors Hans-Bernd Harder (Präsident der Brüder Grimm-Gesellschaft) Mitarbeiter der Veranstaltungsgesellschaft 200 Jahre Brüder Grimm, die für Ausstellungen, ein vierbändiges Katalogwerk und weitere Projekte im Zusammenhang mit den zweihundertsten Geburtstagen der Brüder Grimm (4. Januar 1985 und 24. Februar 1986) zuständig war. Zwischenzeitlich nahm er eine Hochschulassistentur an der Philipps-Universität Marburg wahr.
Im August 1989 wurde Lauer als Nachfolger von Dieter Hennig Geschäftsführer der Brüder Grimm-Gesellschaft in Kassel und ungefähr zur selben Zeit, ebenfalls als Nachfolger von Hennig, Leiter des Brüder Grimm-Museums in Kassel. Mit der Schließung des Museums 2014 endete seine Tätigkeit als dessen Leiter; er blieb aber Geschäftsführer der Brüder Grimm-Gesellschaft und Mitglied von deren Wissenschaftlichem Rat. Er ist seit 2013 Mitglied der Historischen Kommission für Hessen.

## Tätigkeit
Lauer wirkt an vielen verschiedenen internationalen Aktivitäten und Ausstellungen zu den Brüdern Grimm mit, unter anderem in Belgien, Bulgarien, Frankreich, Griechenland, Italien, Japan, Kasachstan, Kroatien, Litauen, Polen, Portugal, Rumänien, Russland, Schweiz, Spanien, Taiwan, Tschechien und den Vereinigten Staaten. Unter ihm als Geschäftsführer der Brüder Grimm-Gesellschaft wurden unter anderem auf Antrag des Vorstandes die Handexemplare der Grimmschen Kinder- und Hausmärchen zum Weltdokumentenerbe der UNESCO erklärt, das historische Palais Bellevue, in dem das Brüder Grimm-Museum untergebracht war, saniert und die kritische Edition von Werken und Briefwechseln der Brüder Grimm in der „Kasseler Ausgabe“ begonnen. Außerdem ist er als Autor und Herausgeber wissenschaftlicher und populärer Publikationen zu den Grimms im In- und Ausland und in vielen Sprachen aktiv. Er ist seit 1991 Herausgeber des Jahrbuchs der Brüder Grimm-Gesellschaft.
Im Sommer 2005 gründete Lauer „in Anlehnung an Johann Gottfried Herders ‚Kritische Wälder‘ in Kassel den Verlag ‚Neue Kritische Wälder‘, der sich besonders mit kulturellen Grenz- und Übergangsräumen in Europa“ beschäftigt.
Im Zusammenhang mit der von ihm initiierten Anerkennung der Handexemplare der Kinder- und Hausmärchen der Brüder Grimm als Weltdokumentenerbe wurde Lauer Mitte der 2000er Jahre unterstellt, die Überlieferungs- und Eigentumsverhältnisse der Kasseler Handexemplare Grimmscher Werke falsch dargestellt zu haben. Zu den Eigentumsverhältnissen hat die Grimm-Gesellschaft ein Gutachten des Vorsitzenden Richters am Hessischen Verwaltungsgerichtshof Eckehart Blume veröffentlicht. Die Presse ist auf die Diskussionen eingegangen.

## Schriften
- Das lyrische Frühwerk von Fedor Sologub. Weltgefühl, Motivik, Sprache und Versform, Schmitz, Gießen 1986, ISBN 3-87711-154-8.
- (mit Klaus Hassenpflug und Ewald Grothe): Ludwig Hassenpflug: Jugenderinnerungen (1794 bis 1821). Hrsg. v. Klaus Hassenpflug, Brüder Grimm-Gesellschaft, Kassel 2010 (= Quellen zur Brüder Grimm-Forschung, Bd. 4), ISBN 978-3-940614-14-8.
- (mit Wilhelm Bleek): Protestation des Gewissens. Die Rechtfertigungsschriften der Göttinger Sieben, Brüder Grimm-Gesellschaft, Kassel 2012 (= Schriften der Brüder Grimm-Gesellschaft. Neue Folge, Bd. 36), ISBN 978-3-940614-29-2.
- (mit Andrea Mayer und Daniel Stein): Grimms Märchen auf Nordhessisch, Brüder Grimm-Gesellschaft, Kassel 2017, ISBN 978-3-940614-37-7.
- Möglichkeiten und Grenzen musealer Präsentation der Brüder Grimm – Gedenkstätten und Ausstellungen 1885 bis 2015. In: Jahrbuch der Brüder Grimm-Gesellschaft. Bd. XIX-XX. 2009–2010. Brüder Grimm-Gesellschaft, Kassel 2019, ISBN 978-3-940614-40-7, S. 7–144.